# Primera División de España 1939-40
La temporada 1939-40 de Primera División fue la 9.ª edición de la máxima categoría del sistema de Ligas españolas de fútbol. Se disputó entre el 3 de diciembre de 1939 y el 28 de abril de 1940. Fue la primera edición del torneo tras el paréntesis provocado por la Guerra civil española (acontecida entre el 17 de julio de 1936 y el 1 de abril de 1939), la que fue la primera y única vez que tuvo que suspenderse el torneo hasta que en la temporada 2019-20 se interrumpió a la mitad debido a un brote del coronavirus-2 del síndrome respiratorio agudo grave, una pandemia de COVID-19 (posteriormente se reanudaría aunque los encuentros se celebraron a puerta cerrada).
El Athletic-Aviación Club —nueva denominación del Athletic de Madrid tras fusionarse con el Club Aviación Nacional, de las fuerzas aéreas de la Aviación Nacional del bando sublevado— conquistó su primer título de liga al superar por un punto al Sevilla Football Club.
Cabe destacar el caso particular del citado Athletic-Aviación Club, quien a diferencia de la mayoría de clubes, fue uno de los que su situación deportiva varió para mejor tras la contienda bélica. Clasificado en penúltima posición la temporada anterior, previa al conflicto, el club debería haber comparecido en la Segunda División de España 1939-40 junto al Club Atlético Osasuna, último clasificado. Sin embargo las consecuencias de la guerra dejaron muy mermado al Oviedo Football Club, quien clasificó en tercer lugar, y por su imposibilidad de jugar tras la reanudación la Federación Española le concedió un dispendio especial que le eximía de participar hasta la temporada siguiente y en la que conservaría su plaza en la máxima categoría. Debido a ello quedó una vacante a ocupar, por lo que los dos equipos descendidos en principio, pamploneses y madrileños, jugaron una eliminatoria para ver cuál de los dos equipos ocupaba dicho puesto. Ésta fue ganada por 3-1 por los madrileños, evitando así el descenso en detrimento de los osasunistas. Curiosamente este partido marcó la historia de ambos clubes, para bien en los atléticos, y cerrando los mejores años de su historia hasta la fecha para los navarros.
A esta excepcional medida se unió otra que terminó por formar el devenir del club madrileño: su fusión con el Aviación Nacional, el equipo del régimen que trasladó su sede a Madrid, y por lo que se convirtió en el equipo más rico del panorama español. Contrató así a grandes jugadores que le permitieron en apenas unos meses pasar de un negro período a lo más alto del fútbol español.
El vasco Victorio Unamuno fue declarado máximo goleador del torneo con 19 goles.

## Sistema de competición
La Primera División de España 1939-40 fue organizada por la Federación Española de Fútbol (FEF).
Como en la temporada precedente, constaba de un grupo único integrado por doce clubes de toda la geografía española. Siguiendo un sistema de liga, los doce equipos se enfrentaron todos contra todos en dos ocasiones -una en campo propio y otra en campo contrario-, sumando un total de 22 jornadas. El orden de los encuentros se decidió por sorteo antes de empezar la competición.
La clasificación final se estableció con arreglo a los puntos obtenidos en cada enfrentamiento, a razón de dos por partido ganado, uno por empatado y ninguno en caso de derrota. En caso de empate a puntos entre dos o más clubes en la clasificación final, se tuvo en cuenta el mayor cociente de goles.

### Efectos de la clasificación
El equipo que más puntos sumó al final del campeonato fue proclamado campeón de liga.
En esta temporada se recuperó el sistema de promoción, que no se disputaba desde la primera edición del campeonato. El antepenúltimo clasificado tuvo que enfrentarse al subcampeón de la liguilla de ascenso de Segunda División, siendo el vencedor de esta eliminatoria disputada en terreno neutral el que obtuvo plaza en la máxima categoría la siguiente temporada.
Por su parte, los dos últimos clasificados descendieron directamente a Segunda División, siendo reemplazados la siguiente temporada por el campeón de la liguilla de ascenso de Segunda División y el Oviedo Football Club, que recuperaría su plaza tras una moratoria de un año sin competir.

## Clubes participantes
Con la mencionada ausencia del Oviedo Football Club, se organizó una promoción especial de repesca entre los dos equipos descendidos en la edición anterior del torneo, la temporada 1935-36. El 26 de noviembre de 1939 se jugó el encuentro entre el Club Atlético Osasuna y el Athletic-Aviación Club, en el que los madrileños se impusieron por 3-1. En total, tomaron parte doce equipos, en la que debutaron en Primera División el Zaragoza Football Club y el Club Celta, equipos que obtuvieron el ascenso la temporada 1935-36.
| Equipo                  | Ciudad    | Estadio           | Aforo  |
| ----------------------- | --------- | ----------------- | ------ |
| Athletic Club           | Bilbao    | San Mamés         | 13.065 |
| Athletic-Aviación Club  | Madrid    | Campo de Vallecas | 18.000 |
| Football Club Barcelona | Barcelona | Les Corts         | 25.000 |
| Betis Balompié          | Sevilla   | Patronato Obrero  | 9.000  |
| Club Celta              | Vigo      | Balaidos          | 22.000 |
| Club Deportivo Español  | Barcelona | Sarriá            | 15.774 |
| Hércules Football Club  | Alicante  | Bardín            | 8.000  |
| Madrid Football Club    | Chamartín | Chamartín         | 22.000 |
| Racing Club             | Santander | El Sardinero      | 9.500  |
| Sevilla Football Club   | Sevilla   | Nervión           | 16.000 |
| Valencia Football Club  | Valencia  | Mestalla          | 17.000 |
| Zaragoza Football Club  | Zaragoza  | Torrero           | 8.000  |

## Desarrollo

### Clasificación
| Pos. | Equipo                  | Pts. | PJ | G  | E | P  | GF | GC | Dif. | Clasificación               |
| ---- | ----------------------- | ---- | -- | -- | - | -- | -- | -- | ---- | --------------------------- |
| 1    | Athletic-Aviación (C)   | 29   | 22 | 14 | 1 | 7  | 43 | 29 | +14  | Campeón                     |
| 2    | Sevilla F. C.           | 28   | 22 | 11 | 6 | 5  | 60 | 44 | +16  |                             |
| 3    | Athletic Club           | 26   | 22 | 11 | 4 | 7  | 57 | 44 | +13  |                             |
| 4    | Madrid F. C.            | 25   | 22 | 12 | 1 | 9  | 47 | 35 | +12  |                             |
| 5    | C. D. Español (C, O)    | 24   | 22 | 11 | 2 | 9  | 43 | 43 | 0    | Campeón de Copa.            |
| 6    | Hércules F. C.          | 23   | 22 | 9  | 5 | 8  | 41 | 34 | +7   |                             |
| 7    | Zaragoza F. C.          | 21   | 22 | 7  | 7 | 8  | 30 | 40 | −10  |                             |
| 8    | Valencia F. C.          | 21   | 22 | 9  | 3 | 10 | 40 | 36 | +4   |                             |
| 9    | F. C. Barcelona         | 19   | 22 | 8  | 3 | 11 | 32 | 38 | −6   |                             |
| 10   | Club Celta              | 19   | 22 | 9  | 1 | 12 | 45 | 50 | −5   | Promoción de Descenso       |
| 11   | Betis Balompié (D)      | 16   | 22 | 6  | 4 | 12 | 26 | 51 | −25  | Descenso a Segunda División |
| 12   | Racing de Santander (D) | 13   | 22 | 6  | 1 | 15 | 37 | 57 | −20  | Descenso a Segunda División |

 Fuente: BDFutbol
Criterios de clasificación: Puntos · Diferencia de goles · Goles a favor · Play-off
Notas:
1. ↑  Debido a las consecuencias de la Guerra Civil que estalló tras la conclusión del campeonato 1935-36, no se reanudó la competición hasta 1939-40. Al Oviedo F. C. se le concedió una dispensa especial ante la imposibilidad de disponer de su campo para 1939-40, destruido por la guerra, y se le permitió no competir en la temporada pero reservándole su plaza para la siguiente, la 1940-41.

|                                |
| Campeón Athletic-Aviación Club |
| 1.er título                    |

### Ascenso a Primera División
El Murcia Football Club ascendió a Primera División tras resultar campeón de la fase de ascenso, mientras que el Oviedo Football Club recuperó su plaza tras el dispendio otorgado. Para dirimir la segunda plaza, que debía haber correspondido al subcampeón de la fase de ascenso, se restableció la fase de promoción en la que el Club Celta venció al Club Deportivo de La Coruña por 1-0 en un encuentro disputado en Madrid, por lo que los vigueses salvaron la categoría en su estreno y los coruñeses no lograron ascender. Fue hasta la fecha el derbi gallego más relevante.
| Promoción de ascenso. 15 de mayo de 1940 | Club Celta | 1 - 0   | C. D. La Coruña | Estadio de Chamartín, Madrid |  |
|                                          | Nolete 88' | Reporte |                 |                              |  |

### Evolución de la clasificación
| Jornada / Equipo  | 1  | 2  | 3  | 4  | 5  | 6  | 7  | 8  | 9  | 10 | 11 | 12 | 13 | 14 | 15 | 16 | 17 | 18 | 19 | 20 | 21 | 22 |
| Jornada / Equipo  |    |    |    |    |    |    |    |    |    |    |    |    |    |    |    |    |    |    |    |    |    |    |
| ----------------- | -- | -- | -- | -- | -- | -- | -- | -- | -- | -- | -- | -- | -- | -- | -- | -- | -- | -- | -- | -- | -- | -- |
| Athletic-Aviación | 2  | 4  | 6  | 4  | 7  | 3  | 7  | 5  | 7  | 6  | 7  | 5  | 4  | 3  | 3  | 2  | 3  | 1  | 1  | 1  | 2  | 1  |
| Sevilla F. C.     | 3  | 2  | 1  | 2  | 6  | 5  | 4  | 6  | 4  | 3  | 3  | 2  | 2  | 2  | 1  | 3  | 1  | 2  | 2  | 2  | 1  | 2  |
| Athletic Club     | 9  | 9  | 5  | 10 | 9  | 6  | 5  | 4  | 2  | 4  | 5  | 7  | 7  | 8  | 7  | 7  | 5  | 5  | 4  | 4  | 4  | 3  |
| Madrid F. C.      | 10 | 12 | 9  | 7  | 5  | 7  | 6  | 7  | 6  | 5  | 2  | 3  | 3  | 4  | 4  | 4  | 4  | 4  | 3  | 3  | 3  | 4  |
| C. D. Español     | 6  | 5  | 8  | 6  | 3  | 4  | 2  | 1  | 1  | 1  | 1  | 1  | 1  | 1  | 2  | 1  | 2  | 3  | 5  | 5  | 5  | 5  |
| Hércules F. C.    | 4  | 3  | 2  | 3  | 1  | 2  | 1  | 3  | 5  | 7  | 6  | 4  | 6  | 7  | 6  | 8  | 6  | 6  | 7  | 7  | 6  | 6  |
| Zaragoza F. C.    | 5  | 6  | 3  | 1  | 2  | 1  | 3  | 2  | 3  | 2  | 4  | 6  | 5  | 5  | 5  | 5  | 7  | 7  | 8  | 8  | 9  | 7  |
| Valencia F. C.    | 1  | 1  | 7  | 5  | 8  | 9  | 8  | 9  | 10 | 8  | 8  | 8  | 8  | 6  | 8  | 6  | 8  | 8  | 6  | 6  | 7  | 8  |
| F. C. Barcelona   | 8  | 7  | 4  | 8  | 4  | 8  | 9  | 8  | 9  | 11 | 9  | 10 | 9  | 9  | 9  | 11 | 9  | 10 | 9  | 9  | 10 | 9  |
| Club Celta        | 7  | 11 | 12 | 12 | 11 | 10 | 11 | 12 | 11 | 12 | 10 | 9  | 10 | 10 | 10 | 9  | 10 | 9  | 10 | 10 | 8  | 10 |
| Betis Balompié    | 12 | 10 | 11 | 11 | 12 | 12 | 12 | 11 | 12 | 10 | 12 | 12 | 12 | 12 | 11 | 10 | 11 | 11 | 11 | 11 | 11 | 11 |
| R. C. Santander   | 11 | 8  | 10 | 9  | 10 | 11 | 10 | 10 | 8  | 9  | 11 | 11 | 11 | 11 | 12 | 12 | 12 | 12 | 12 | 12 | 12 | 12 |

Estadísticas actualizadas hasta el final del campeonato.

### Resultados
| Local \ Visitante | ATH | ATA | BAR | BET | CEL | ESP | HER | MAD | RAC | SEV | VAL | ZAR |
| ----------------- | --- | --- | --- | --- | --- | --- | --- | --- | --- | --- | --- | --- |
| Athletic Club     | —   | 1–3 | 7–5 | 6–1 | 4–1 | 4–0 | 4–1 | 3–1 | 3–2 | 3–4 | 1–2 | 1–1 |
| Athletic-Aviación | 3–1 | —   | 3–0 | 0–0 | 4–1 | 2–0 | 2–1 | 2–1 | 2–1 | 4–2 | 2–0 | 5–1 |
| F. C. Barcelona   | 0–2 | 1–2 | —   | 2–0 | 2–0 | 0–1 | 0–0 | 0–0 | 3–1 | 1–2 | 4–1 | 2–1 |
| Betis Balompié    | 0–0 | 1–2 | 3–0 | —   | 2–0 | 2–0 | 4–3 | 0–4 | 2–1 | 3–2 | 0–3 | 0–0 |
| Club Celta        | 2–4 | 1–0 | 1–2 | 4–2 | —   | 2–0 | 4–0 | 2–3 | 5–1 | 2–0 | 3–2 | 5–1 |
| C. D. Español     | 3–4 | 2–0 | 1–1 | 5–0 | 4–1 | —   | 3–3 | 5–4 | 3–1 | 2–1 | 2–3 | 2–0 |
| Hércules F. C.    | 1–0 | 4–1 | 1–2 | 3–0 | 6–1 | 1–2 | —   | 0–2 | 3–1 | 3–3 | 2–1 | 5–1 |
| Madrid F. C.      | 4–1 | 2–0 | 2–1 | 3–0 | 2–1 | 3–1 | 0–1 | —   | 3–2 | 1–3 | 2–1 | 5–1 |
| R.C. Santander    | 3–0 | 0–2 | 2–3 | 4–2 | 6–2 | 2–3 | 0–1 | 2–1 | —   | 3–3 | 2–1 | 1–0 |
| Sevilla F. C.     | 3–3 | 4–1 | 2–1 | 4–3 | 1–4 | 4–0 | 1–1 | 3–2 | 8–2 | —   | 4–2 | 3–0 |
| Valencia F. C.    | 3–4 | 1–0 | 3–1 | 4–0 | 1–1 | 1–3 | 2–1 | 3–1 | 4–0 | 2–2 | —   | 0–0 |
| Zaragoza F. C.    | 1–1 | 4–3 | 3–1 | 1–1 | 3–2 | 4–1 | 0–0 | 3–1 | 3–0 | 1–1 | 1–0 | —   |

## Estadísticas

### Tabla histórica de goleadores
El vasco Victorio Unamuno fue el máximo goleador del campeonato con diecinueve goles en diecinueve partidos, con un promedio de un  gol por encuentro. A él le siguieron en la tabla de realizadores el sevillano Raimundo Blanco con dieciocho y el valenciano José Vilanova con diecisiete. Hasta el año 1953 no se oficializó la entrega del trofeo «pichichi» al máximo goleador del campeonato, motivo por el cual los datos hasta la fecha varían según fuentes consultadas. Se toman en consideración para efectos comparativos las cifras señaladas por el estamento nacional, como motivo puntual de estas clasificaciones, si bien no son los tomados a efectos oficiales para otros datos estadísticos individuales como máximos goleadores de un club por ejemplo.

Nota: Nombres y banderas de equipos en la época.
| \| Pos. \| Jugador \| G. \| Part. \| Prom. \| \| Club \| \| ---- \| ---------------------- \| -- \| ----- \| ----- \| \| ---------------------- \| \| 1 \| Victorio Unamuno \| 19 \| 19 \| 1.00 \| \| Athletic Club \| \| 2 \| Raimundo Blanco \| 18 \| 19 \| 0.95 \| \| Sevilla Football Club \| \| 3 \| José Vilanova \| 17 \| 20 \| 0.85 \| \| Hércules Football Club \| \| 4 \| Guillermo Campanal \| 16 \| 21 \| 0.76 \| \| Sevilla Football Club \| \| 5 \| Agustín Jarabo \| 14 \| 17 \| 0.82 \| \| Club Celta \| \| = \| Mundo Suárez \| 14 \| 20 \| 0.70 \| \| Valencia Football Club \| \| = \| Guillermo Gorostiza \| 14 \| 21 \| 0.67 \| \| Athletic Club \| \| = \| Antonio Chas \| 14 \| 21 \| 0.67 \| \| Racing de Santander \| \| 9 \| Manuel Alday \| 13 \| 20 \| 0.65 \| \| Madrid Football Club \| \| 10 \| Antonio Gestoso Chicha \| 11 \| 15 \| 0.73 \| \| Club Celta \| \| = \| Vicente Martínez \| 11 \| 17 \| 0.65 \| \| Club Deportivo Español \| \| = \| Pepillo Díaz \| 11 \| 17 \| 0.65 \| \| Sevilla Football Club \| \| = \| Jorge Sosa \| 11 \| 20 \| 0.55 \| \| Club Deportivo Español \| \| = \| Antón Sánchez \| 11 \| 21 \| 0.52 \| \| Zaragoza Football Club \| \| = \| Simón Lecue \| 11 \| 22 \| 0.50 \| \| Madrid Football Club \| \| = \| Enrique Rubio \| 11 \| 22 \| 0.50 \| \| Athletic-Aviación Club \| Actualizado a fin de torneo. |                        |    |       |       |  |                        |
| Pos. | Jugador                | G. | Part. | Prom. |  | Club                   |
| 1 | Victorio Unamuno       | 19 | 19    | 1.00  |  | Athletic Club          |
| 2 | Raimundo Blanco        | 18 | 19    | 0.95  |  | Sevilla Football Club  |
| 3 | José Vilanova          | 17 | 20    | 0.85  |  | Hércules Football Club |
| 4 | Guillermo Campanal     | 16 | 21    | 0.76  |  | Sevilla Football Club  |
| 5 | Agustín Jarabo         | 14 | 17    | 0.82  |  | Club Celta             |
| = | Mundo Suárez           | 14 | 20    | 0.70  |  | Valencia Football Club |
| = | Guillermo Gorostiza    | 14 | 21    | 0.67  |  | Athletic Club          |
| = | Antonio Chas           | 14 | 21    | 0.67  |  | Racing de Santander    |
| 9 | Manuel Alday           | 13 | 20    | 0.65  |  | Madrid Football Club   |
| 10 | Antonio Gestoso Chicha | 11 | 15    | 0.73  |  | Club Celta             |
| = | Vicente Martínez       | 11 | 17    | 0.65  |  | Club Deportivo Español |
| = | Pepillo Díaz           | 11 | 17    | 0.65  |  | Sevilla Football Club  |
| = | Jorge Sosa             | 11 | 20    | 0.55  |  | Club Deportivo Español |
| = | Antón Sánchez          | 11 | 21    | 0.52  |  | Zaragoza Football Club |
| = | Simón Lecue            | 11 | 22    | 0.50  |  | Madrid Football Club   |
| = | Enrique Rubio          | 11 | 22    | 0.50  |  | Athletic-Aviación Club |

### Evolución del registro de máximo goleador histórico
Nota: tomados en consideración los partidos y goles que establece el trofeo «pichichi» que pueden diferir/y difieren de otros datos oficiales en la trayectoria de los jugadores al guiarse el premio por su propio baremo. Resaltados jugadores en activo en la presente edición.
| Pos. | Jugador                | G.  | Part. | Prom. | Debut   | (Equipo debut)                | Otros clubes                                                                      |
| ---- | ---------------------- | --- | ----- | ----- | ------- | ----------------------------- | --------------------------------------------------------------------------------- |
| 1    | Agustín Sauto Bata     | 109 | 118   | 0.92  | 1929-30 | Athletic Club (109)           |                                                                                   |
| 2    | Guillermo Gorostiza    | 107 | 140   | 0.76  | 1929-30 | Athletic Club (107)           |                                                                                   |
| 3    | Luis Regueiro          | 90  | 140   | 0.64  | 1928-29 | Real Unión Club de Irún (36)  | Madrid Football Club (54)                                                         |
| 4    | José Iraragorri        | 87  | 113   | 0.77  | 1929-30 | Athletic Club (87)            |                                                                                   |
| 5    | Victorio Unamuno       | 84  | 119   | 0.71  | 1928-29 | Athletic Club (55)            | Betis Balompié (29)                                                               |
| 6    | Isidro Lángara         | 82  | 61    | 1.34  | 1933-34 | Oviedo Football Club (82)     |                                                                                   |
| 7    | Santiago Urtizberea    | 70  | 71    | 0.99  | 1928-29 | Unión Club de Irún (48)       | Donostia Football Club (22)                                                       |
| 8    | Ángel Arocha           | 57  | 80    | 0.71  | 1928-29 | Foot-Ball Club Barcelona (52) | Athletic de Madrid (5)                                                            |
| 9    | Manuel Olivares        | 53  | 75    | 0.71  | 1930-31 | Deportivo Alavés (10)         | Madrid Football Club (34), Donostia Football Club (7), Zaragoza Football Club (2) |
| =    | Ignacio Alcorta Cholín | 53  | 94    | 0.56  | 1928-29 | Donostia Football Club (53)   |                                                                                   |